# Chiesa di Santa Maria (Potterne)
La chiesa di Santa Maria (in inglese St Mary's church), o in modo più completo chiesa di Santa Maria Vergine,  è la parrocchiale anglicana che si trova a Potterne, villaggio e parrocchia civile della contea del Wiltshire nel Sud Ovest dell'Inghilterra, Regno Unito. Il luogo di culto risale al XIII secolo, rientra nella diocesi di Salisbury e l'English Heritage lo considera un monumento classificato di prima categoria per il suo particolare interesse storico e architettonico.

## Storia

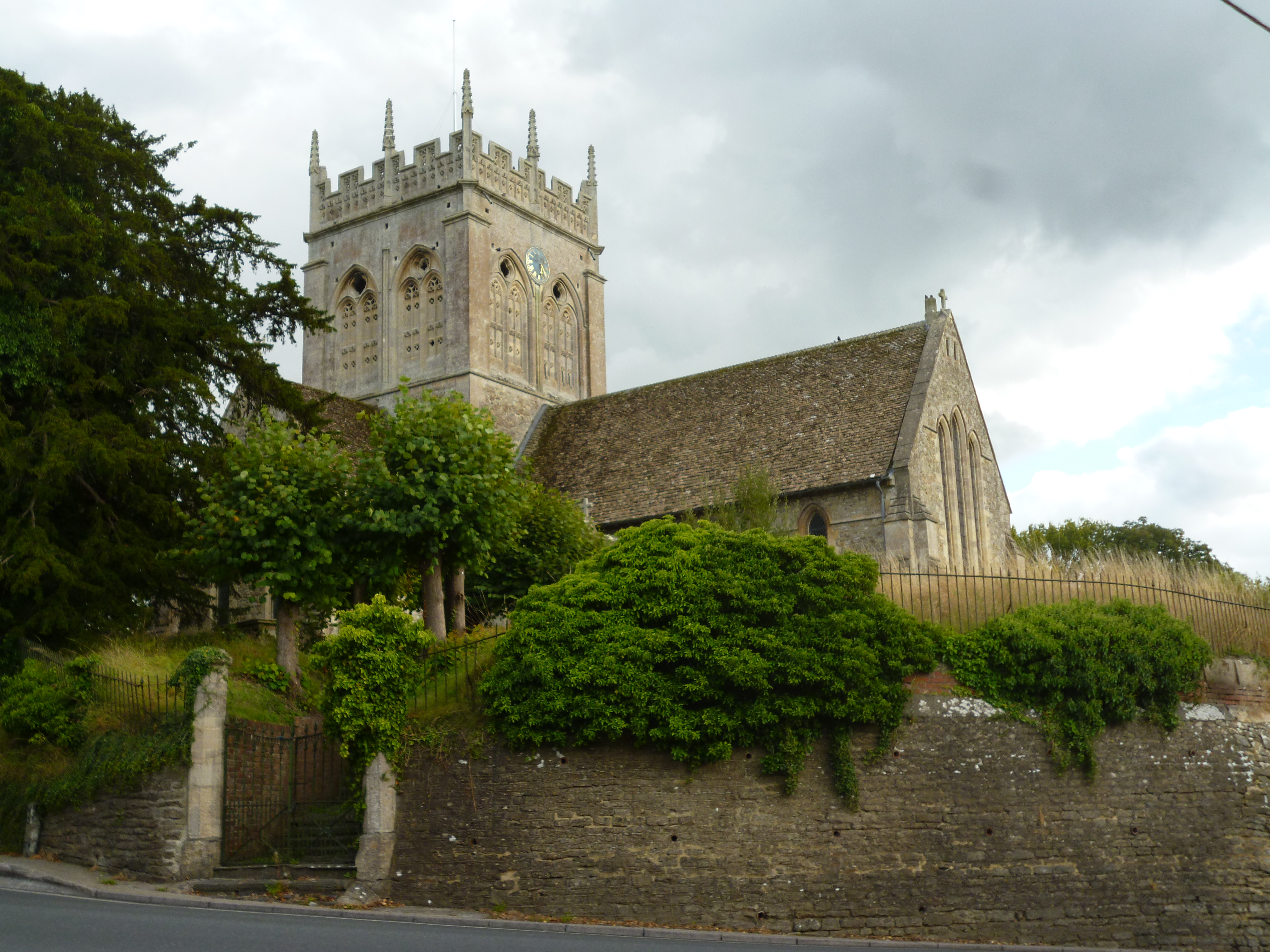
Chiesa parrocchiale di Potterne

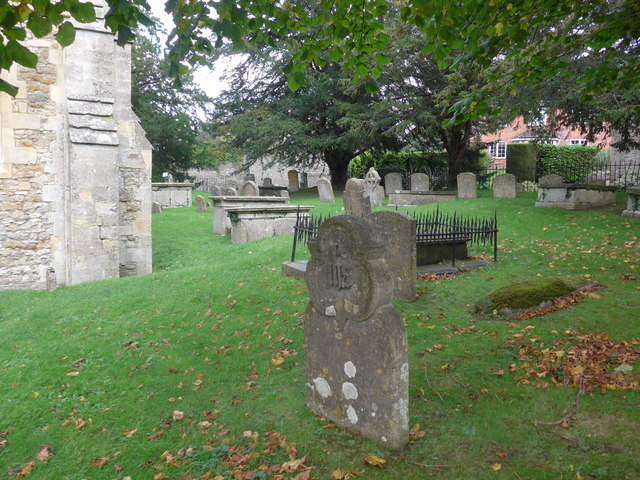
Cimitero della comunità accanto alla chiesa

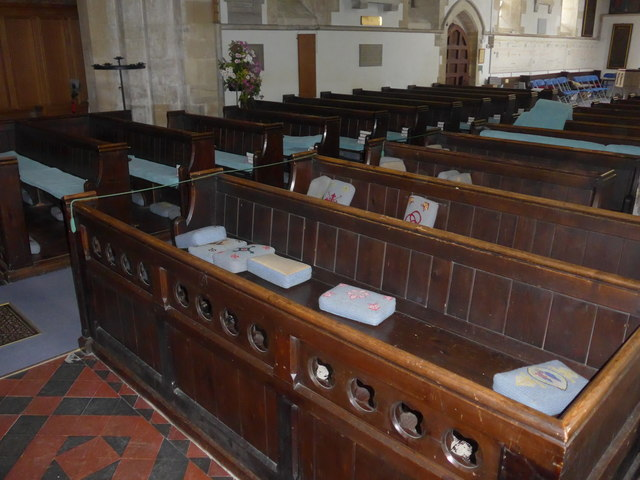
Interno della sala

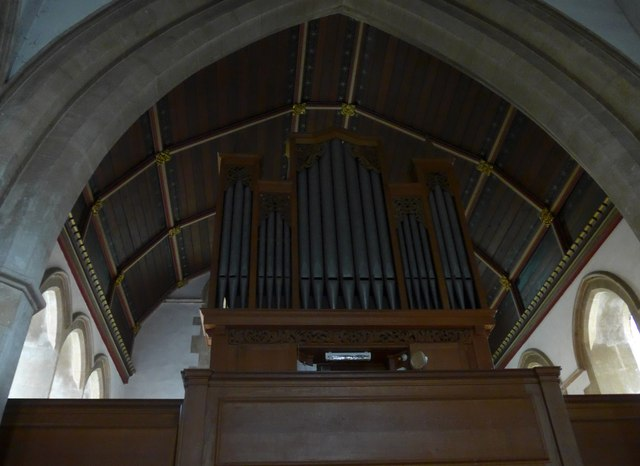
Grande organo a canne in catoria

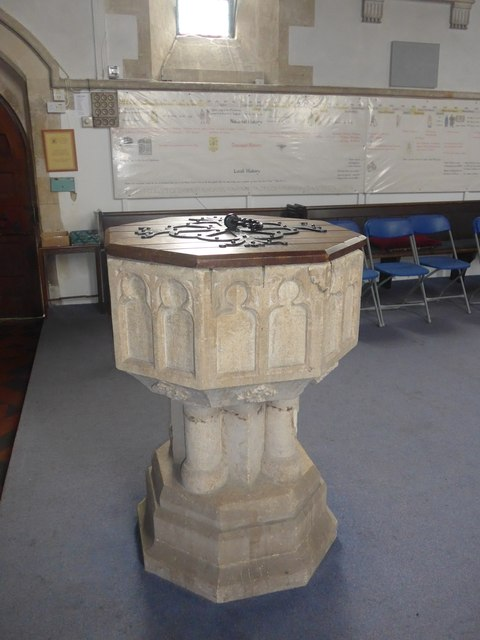
Fonte battesimale

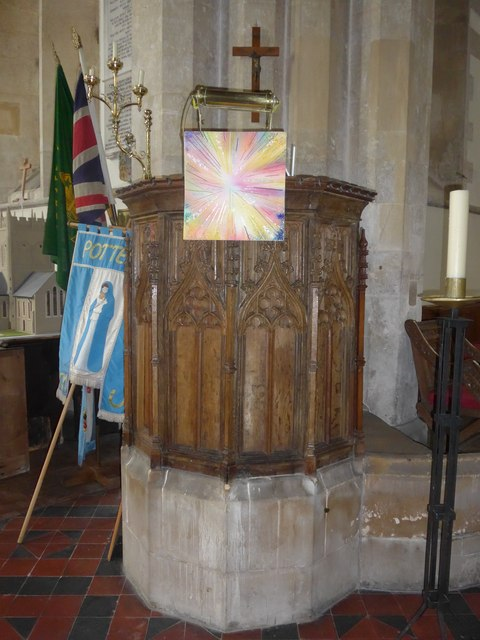
Pulpito

La chiesa parrocchiale anglicana di Potterne con le sue decime, insieme alla chiesa di West Lavington e alle sue decime, erano tra le dotazioni concesse da Osmund, vescovo di Salisbury, al capitolo della sua cattedrale nel 1091 circa. Le due chiese rimasero collegate in questo modo per il sostegno di un prebendario, il cui seggio nella cattedrale di Salisbury era variamente descritto come quello di Potterne, di Potterne e Lavington, o solo di Lavington. La prebenda così formata fu detenuta nel 1165 e nel 1215 dal decano di Salisbury, nel 1220 da Robert de Beaufoe e nel 1226 da Elias de Derham. Nel 1254 fu assegnata al vescovo di Salisbury e da allora è stata detenuta dai suoi successori. Nel 1535 furono effettuate valutazioni separate per la prebenda di Lavington e per la prebenda di Potterne. I vescovi di Salisbury sembrano aver esercitato il loro diritto di presentazione alla chiesa di Potterne in tutte le occasioni tranne due. Nel 1550 fu presentata da Thomas Bower e nel 1629 da John Grubbe. All'epoca del Domesday Survey, il sacerdote di Potterne  possedeva terreni per un discreto valore. Nel 1281, John de Horcheston, vicario di Potterne, ottenne la concessione di terreni e la canonica di Potterne fu valutata di buona rendita. Tutto il territorio appartenente alla prebenda fu venduto nel 1650 dai Commissari del Commonwealth a Gregory Clement, mercante di Londra. In tale occasione venne descritto come un terreno a prato e con annessi comunemente noto con il nome di prato di Chiphouse. Si estendeva per circa 11 acri ed era occupato da Hugh Grove, in base a un contratto di locazione del 1640, che gli aveva concesso un affitto di ventuno anni. Il sussidio fu restituito al vescovo nel 1660. Nel 1653 Henry Alexander, conte di Stirling, cedette a John Smith tutte le decime di grano e fieno in 100 acri di terreno nelle parrocchie di Potterne e Bishop's Cannings. Il conte era figlio di Mary, figlia di Sir Peter Vanlore, che acquistò il castello e il parco di Devizes da William, IV conte di Pembroke.
Nel 1609 si affermava che il vicario di Potterne aveva le decime della lana e degli agnelli dell'intera parrocchia, la decima del vitello e il compenso per la mucca bianca, il profitto del cimitero e le decime di tutti i prodotti agricoli su alcuni terreni che compredenvano il caseggiato di John Harvest, la terra dei signori Rogers, Bide, Spraye, 2 acri a Sandford, il parco, la prateria di Woodfine, il prato della vedova Trippott situato presso Potterne Wood e la prateria di Ifley. Inoltre, il vicario aveva la decima del bosco di Limehill, la decima di tutti i mulini e di un mulino Rushford adiacente e la decima del fieno di Broadmead adiacente alla palude dal cancello alle querce che crescono verso l'estremità superiore. Rivendicava la decima di Abbats Ball, ma questo era stato poi contestato. Oltre alla casa del vicariato e al giardino, c'erano 37 acri di territorio legato alla chiesa a Frogwell, Doles, The Clay, The Park, la "Devizes Way", adiacente al granaio del vicario e altrove. Nel 1705 si menzionano le stesse aree in un elenco più lungo dei luoghi in cui venivano pagate le decime vicariali. I toponimi non menzionati nel 1609 erano: Fursehill, Gootham, Lipsheet lease, Marshmead, Furlong, Cane Hill, Little Kitmore, Eyer Closes, Chelsbury, Crok, New Lane Brook, Roomer, Riley, Sand Ground, Blackborough, Rushy Lease, Oarslane, Croke Hill, Oxtailpiece. Il vicario aveva la decima per il vitello e il maiale, la decima di tutte le oche e di tutti i frutteti della parrocchia e la decima di 6 mulini.
La chiesa che ci è pervenuta, composta da un presbiterio, una navata, transetti nord e sud, porticati e una torre centrale, fu costruita verso la metà del XIII secolo e, a parte l'aggiunta di un portico sud nel XIV secolo e l'innalzamento della torre nel XV, ha subito da allora solo poche modifiche. Conserva le sue finestre a sesto acuto originali in tutto l'edificio. Nel 1872 fu restaurata e il tetto venne rifatto. Il denaro per l'acquisto di un organo a canne e il mantenimento di un organista fu fornito dall'eredità di Thomas Flower intorno al 1723. Nel 1826 furono raccolte sottoscrizioni all'interno della parrocchia per costituire un fondo per le spese di accordatura e riparazione dell'organo, e durante il suo mandato il reverendo George Edmonstone investì altro denaro per lo stesso scopo e per aumentare lo stipendio dell'organista. Nello stesso periodo vennero attivare opere di beneficenza sostenute da diversi donatori. L'organo fu ampliato nel 1919 e dotato di una nuova cassa nel 1938. Nel testamento di James White, approvato nel 1827, fu prevista la nomina di un maestro di coro a Potterne. La somma venne incrementata da donazioni per retribuire una persona idonea a insegnare e istruire il coro di cantori di Potterne, che sarebbe stata scelta annualmente tramite scrutinio segreto. Nel 1870 il valore patrimoniale gestito dall'ente di beneficenza a questo dedicato era notevole e fu trasferito in quello stesso anno ai Trustees of Charitable Funds. Nel 1904 il reddito derivante da questo ente fu ancora importante. Questo ente di beneficenza per un maestro di coro, insieme ai tre enti di beneficenza per organo e organista, venne amministrato congiuntamente dal 1892 da cinque fiduciari locali, composti dal vicario, dai sagrestani di Potterne, e da due rappresentanti eletti della parrocchia, che avrebbero dovuto ricoprire l'incarico per 5 anni. Il coro beneficiò anche del testamento, convalidato nel 1885, di James Glass, che lasciò 400 sterline al vicario e ai sagrestani di Potterne. Per 21 anni dopo la sua morte, gli interessi annuali su tale lascito dovevano essere destinati a 1 sterlina per il sagrestano, 1 sterlina per i campanari e il resto a beneficio dei membri del coro. Dopo 21 anni, l'intero importo degli interessi doveva essere devoluto, a discrezione degli amministratori, ai poveri bisognosi della parrocchia. Nel 1904 il capitale ammontava a oltre 410 sterline e il residuo degli interessi veniva utilizzato per pagare l'escursione annuale del coro e anche un onorario per i membri.

## Descrizione
L'English Heritage ha inserito dal 19 marzo 1962 la chiesa di Santa Maria a Potterne tra gli edifici storici come monumento classificato di prima categoria col numero 1258968. Il luogo di culto rientra nella diocesi di Salisbury.

### Esterni
Il luogo di culto si trova nell'abitato di Potterne, villaggio e parrocchia civile nel Sud Ovest, Inghilterra, Regno Unito. La pianta della chiesa comprende il presbiterio, la navata, i transetti nord e sud, i porticati e la torre centrale. La struttura è stata edificata in pietra di macerie con tetti in tegole e timpani a corona. Conserva le sue finestre a sesto acuto originali in tutto l'edificio. La torre presenta un parapetto merlato riccamente traforato con pinnacoli a uncinetto e una torretta ottagonale con scala. Il portale nord del presbiterio è stato bloccato e sul lato sud dell'arco del presbiterio si trovano tracce di una porta che conduceva a un soppalco, che si apre sulla scala della torre. Vi sono contrafforti a sbalzo. La navata centrale riceve luce da quattro finestre a monofora e da una finestra a trifora a ovest, il presbiterio da tre finestre e trifora a est, i transetti da due finestre e bifore sulle pareti nord e sud. Le pareti est del transetto presentano tre monofore raggruppate. Il lato sud del presbiterio presenta una porta bassa con arco ribassato. l'ampio portico nord a timpano mostra a corona con arco a sesto acuto a due smussi.

### Interni
La sala è di grandi dimensioni a croce latina. La copertura interna è a travi con collari rinforzati alla navata e a tavole con alcune decorazioni per il presbiterio e i transetti. Il presbiterio presenta vetrate policrome del 1870 circa in tutte le finestre, tranne quella centrale a sud, di poco precedente. L'acquasantiera si trova sulla parete sud. Il transetto sud è bloccato da un grande organo sopra la traversa della sagrestia. Il transetto nord presenta numerose targhe sulla parete est con vari memoriali alla famiglia Grubbe di Eastwell. Il pulpito in legno del XV secolo è posto su base del XIX secolo. La navata centrale presenta un fonte battesimale ottagonale del XV secolo su base a fusto. All'estremità ovest, un raro fonte battesimale anglosassone a vasca con bordo inciso in latino, rinvenuto sotto il pavimento della navata nel 1872. Si tratta di una grande e profonda vasca circolare con un diametro interno di 60 cm, leggermente rastremata con una bordatura. È una delle più antiche del paese e risale probabilmente al X secolo. Ha la forma di un tubo rastremato con una pietra circolare di 18 cm di spessore inserita per formare il fondo a 8 cm dalla base e sigillata con piombo. Sopra vi è un pregevole stemma reale intagliato, forse del XVII secolo con stemma di Hannover, che sostituisce quello degli Stuart. Su ciascun lato della finestra ovest sono presenti pannelli che citano i Comandamenti e grandi pannelli dipinti raffiguranti Mosè e Aronne, provenienti da una pala d'altare smantellata del 1723. La porta nord della navata centrale è probabilmente del XIII secolo, con cornice a graticcio. Sulla parete sud, una targa dedicata alla famiglia Kent, opera di Nollekens, e un grande monumento neoclassico con una figura femminile accanto a un'urna. La porta nord, parzialmente restaurata e dotata di cerniere moderne, risale alla fine del XV secolo. Vi si trova una cassapanca in quercia, con la facciata incisa a quattro campate di arcate a tutto sesto datate 1639, e un'altra in piastre di ferro con cinghie rivettate, due fermagli, serratura centrale con piastra decorativa e massicce maniglie a ribalta con torsione centrale.